# Komparativ
Komparativ är inom grammatiken en böjningsform, komparation, för adjektiv och adverb. Komparationsformerna uttrycker en ökande intensitet av den egenskapen adjektivet eller adverbet avser, där komparativ är den andra formen (se exempel till höger).

## Komparativ i svenskan
I svenskan bildas komparativ vanligen med ändelsen -(a)re. Ett tillägg av ordet mer(a) framför målordet har samma funktion. Till skillnad från positiv och superlativ kongruensböjs inte komparativ med substantiv och följaktligen heter det både En vackrare tavla/Den vackrare tavlan (utrum), Ett vackrare porträtt/Det vackrare porträttet (neutrum) och Flera vackrare tavlor/De vackrare tavlorna (plural). 